# Buszcze (Polska)
Buszcze (niem. Buschhof) – osada w Polsce położona w województwie zachodniopomorskim, w powiecie drawskim, w gminie Czaplinek.
W miejscowości brak zabudowy.
W latach 1975–1998 miejscowość administracyjnie należała do województwa koszalińskiego.